# Imabetsu
Imabetsu (今別町; -machi) é uma vila localizada no distrito de Higashitsugaru, Aomori, no Japão.
Em 2003 sua população estimada era de 3 688 habitantes e sua densidade demográfica de 29,44 pessoas por km². Sua área total é de 125,26 km².

## Ligações Externas
- Sítio oficial de Imabetsu em japonês